# Мори, Имануэл
Имануэл (Манни) Мори (англ. Emanuel "Manny" Mori, род. 25 декабря 1948, Фефан, Чуук, Федеративные Штаты Микронезии) — микронезийский государственный и политический деятель. седьмой президент Федеративных Штатов Микронезии с 2007 по 2015 год. Был избран на этот пост парламентом страны 11 мая 2007 года и в этот же день вступил в должность, приняв присягу.

## Биография

### Ранние годы
Имануэл Мори родился 25 декабре 1948 года на атолле Фефан архипелага Чуук. Является правнуком Кобэна Мори, одного из первых японцев, поселившихся на архипелаге.
В юности учился в средней школе Ксавьера, по окончании которой продолжил образование в университете Гуама. В 1974 году Мэнни Морри начал работать в компании Citicorp Credit. В 1976 году стал помощником руководителя отделения компании в Сайпане. Через два года Мори ушёл из Ситикорп и перешёл работать заместителем руководителя отдела социальной защиты Подопечной территории. Затем, в 1979 году Мэнни Мори занял должность служащего в таможенном отделе администрации штата Чуук, осуществляя руководство Налоговым и Таможенным отделами местной администрации. С 1981 по 1983 года работал в Банке развития Федеративных Штатов Микронезии. В итоге он дошёл до должности вице-президента этого банка.

### Политическая деятельность
Впервые Мори был избран в парламент в результате выборов, прошедших 1 июля 1999 года. Позднее он неоднократно переизбирался в 2001, 2003, 2005 и 2005 годах. А 11 мая 2007 года был избран парламентом ФШМ президентом страны. Сразу же после избрания, Мори вступил в должность, таким образом освободив своё место в парламенте.
Занимал пост президента до середины мая 2015 года.

## Семья и личная жизнь

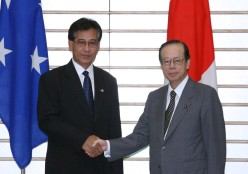
Встреча Имануэла Мори с премьер-министром Японии Ясуо Фукудой. Токио, 30 ноября 2007 года

Согласно своему генеалогическому древу, Мэнни Мори является правнуком Кобэна Мори, уроженца Сикоку, Япония, и самурая по происхождению. Прадед нынешнего президента Микронезии был одним из первых японцев, поселившихся на этом архипелаге. Здесь он женился на дочери местного вождя и в браке у них родилось 6 сыновей и 5 дочерей. В 2008 году во время государственного визита в Японию, приуроченного к двадцатилетию установления дипломатических отношений, Мори посетил малую родину своих предков, отдав дань памяти основателю клана Мори — Кацунобу Мори.
От брака с первой женой Мори имеет четырёх дочерей. В данный момент женат на Эмме Мори.